# Mr. World 1998
Mister World 1998 foi a 2ª edição do concurso de beleza masculino de Mister World. A versão masculino do concurso Miss Mundo foi realizado no dia 18 de setembro de 1998 na Península de Troia, em Grândola, Portugal com a presença de quarenta e três (43) competidores representando seus respectivos países de origem. Sob a apresentação de Júlia Pinheiro, o certame culminou com a vitória do venezuelano Sandro Finoglio. Sob transmissão da SIC, o campeão foi enfaixado pelo campeão do ano anterior, Thomas Nuyens.

## Resultados

### Colocações
| Posição                 | País & Candidato |
| Vencedor                | - Venezuela - Sandro Finoglio |
| 2º. Lugar               | - Porto Rico - Germán Cardoso |
| 3º. Lugar               | - França - Gregory Rossi |
| Finalistas              | - Espanha - Enrique García - Estados Unidos - Daniel Weaver - Jamaica - Kinte Thelwell                                                                                      |
| (TOP 12) Semifinalistas | - Austrália - Joel Williams - Bélgica - Franck Clemente - Iugoslávia - Darko Marojević - Letônia - Gatis Didrihsons - Noruega - Espen Engtroe - Reino Unido - Brett Phippen |

### Prêmios Especiais
O concurso distribuiu dois prêmios especiais este ano:
| Prêmio               | País & Candidato               |
| Mister Fotogenia     | - Portugal - Rubim Fonseca     |
| Mister Personalidade | - Grécia - Dimitri Drabakoulos |

### Ordem dos Anúncios
| 1. Iugoslávia 2. Espanha 3. Austrália 4. Porto Rico 5. Venezuela 6. Letônia 7. Reino Unido 8. Estados Unidos 9. Bélgica 10. Jamaica 11. França 12. Noruega | 1. Venezuela 2. Jamaica 3. Espanha 4. França 5. Porto Rico 6. Estados Unidos |  |  |

## Candidatos
Disputaram o título este ano:
| - Alemanha - Adrian Ursache - Argentina - Mariano Fernández - Austrália - Joel Williams - Áustria - Andreas Sappl - Bélgica - Franck Clemente - Bolívia - Steven Zallio - Brasil - Edilson Ferreira - Colômbia - Felipe Carrasco - Croácia - Leonid Holjar - Egito - Hani Salama - Eslováquia - Matúš Haňo - Eslovênia - Eduard Žalar - Espanha - Enrique García - Estados Unidos - Daniel Weaver - Filipinas - Rico Lee | - França - Gregory Rossi - Grécia - Dimitri Drabakoulos - Holanda - Richard van Bokkum - Hungria - Kristian Chis - Índia - Sachin Khurana - Irlanda - Brian Guidera - Israel - Elad Madany - Itália - Matteo Mammì - Iugoslávia - Darko Marojević - Jamaica - Kinte Thelwell - Letônia - Gatis Didrihsons - Líbano - Ghassan Al Mawla - Malásia - Yap Leong Chai - Malta - Nikovich Sammut | - México - Eduardo Álvarez - Noruega - Espen Engtroe - Peru - Jean-Pierre Vismara - Polônia - Robert Koszucki - Porto Rico - Germán Cardoso - Portugal - Rubim Fonseca - Reino Unido - Brett Phippen - Rússia - Alexey Korolev - Singapura - Alvin Tan Wei Jin - Sri Lanca - Tariq Saleem - Turquia - Bora Erdem - Ucrânia - Igor Skrypnychenko - Uruguai - Mauro Ramirez - Venezuela - Sandro Finoglio |

## Histórico

### Estatísticas
Candidatos por continente:
- Europa: 22. (Cerca de 51% do total de candidatos)
- Américas: 11. (Cerca de 26% do total de candidatos)
- Ásia: 8. (Cerca de 19% do total de candidatos)
- África: 1. (Cerca de 2% do total de candidatos)
- Oceania: 1. (Cerca de 2% do total de candidatos)

### Candidatos em outros concursos
Manhunt Internacional
- 1997:  Venezuela - Sandro Finoglio (2º. Lugar)
  - (Representando a Venezuela em Sentosa, na Singapura)